# Apochthonius irwini
Apochthonius irwini är en spindeldjursart som beskrevs av R. O. Schuster 1966. Apochthonius irwini ingår i släktet Apochthonius och familjen käkklokrypare. Inga underarter finns listade i Catalogue of Life.